# Gnathabelodon
Гнатобелодо́ны (лат. Gnathabelodon; от др.-греч. γναθα «челюстная кость», βέλος «метательный снаряд» и ὀδούς «зуб») — вымерший олиготипный род хоботных (Proboscidea), из семейства гомфотериевых (Gomphotheriidae).

## Систематика
Описаны два вида:
- Gnathabelodon thorpei Barbour & Sternberg, 1935
- Gnathabelodon buckneri

Типовой вид — G. thorpei.

## Распространение
Обитал в среднем и позднем миоцене на территории Северной Америки. Известен с территорий штатов Канзас и Техас (США).

## Общие характеристики
Род схож с другими представителями семейства гомфотериевых, как платибелодоны и амебелодоны. В частности, челюсть гнатобелодона тоже удлинена и расширяется к окончанию, по форме походя на ложку или рожок для обуви, что отразилось на английском названии рода — «Spoon-billed Mastodons». Род отличался отсутствием нижней пары бивней. Верхние бивни короткие, загнуты наружу и вверх.